# Luster
Luster és un municipi situat al comtat de Vestland, Noruega. Té 5.093 habitants (2016) i la seva superfície és de 2.706,22 km². El centre administratiu del municipi és la població de Gaupne. Els altres pobles de Luster són Fortun, Hafslo, Indre Hafslo, Jostedal, Luster, Nes, Ornes, Skjolden, Solvorn, i Veitastrond.
Luster es troba al voltant de la branca interna del Sognefjord, que es diu Lustrafjorden. El terme municipal és un dels més grans del sud de Noruega. El seu paisatge inclou fiords, muntanyes escarpades, cascades que duen aigua abundant, glaceres blaves i valls. Tant el Parc Nacional de Breheimen com el Parc Nacional de Jostedalsbreen estan parcialment situats en aquest municipi. La carretera de Sognefjellsvegen és un elevat pas de muntanya situat a l'est del Luster.

## Informació general

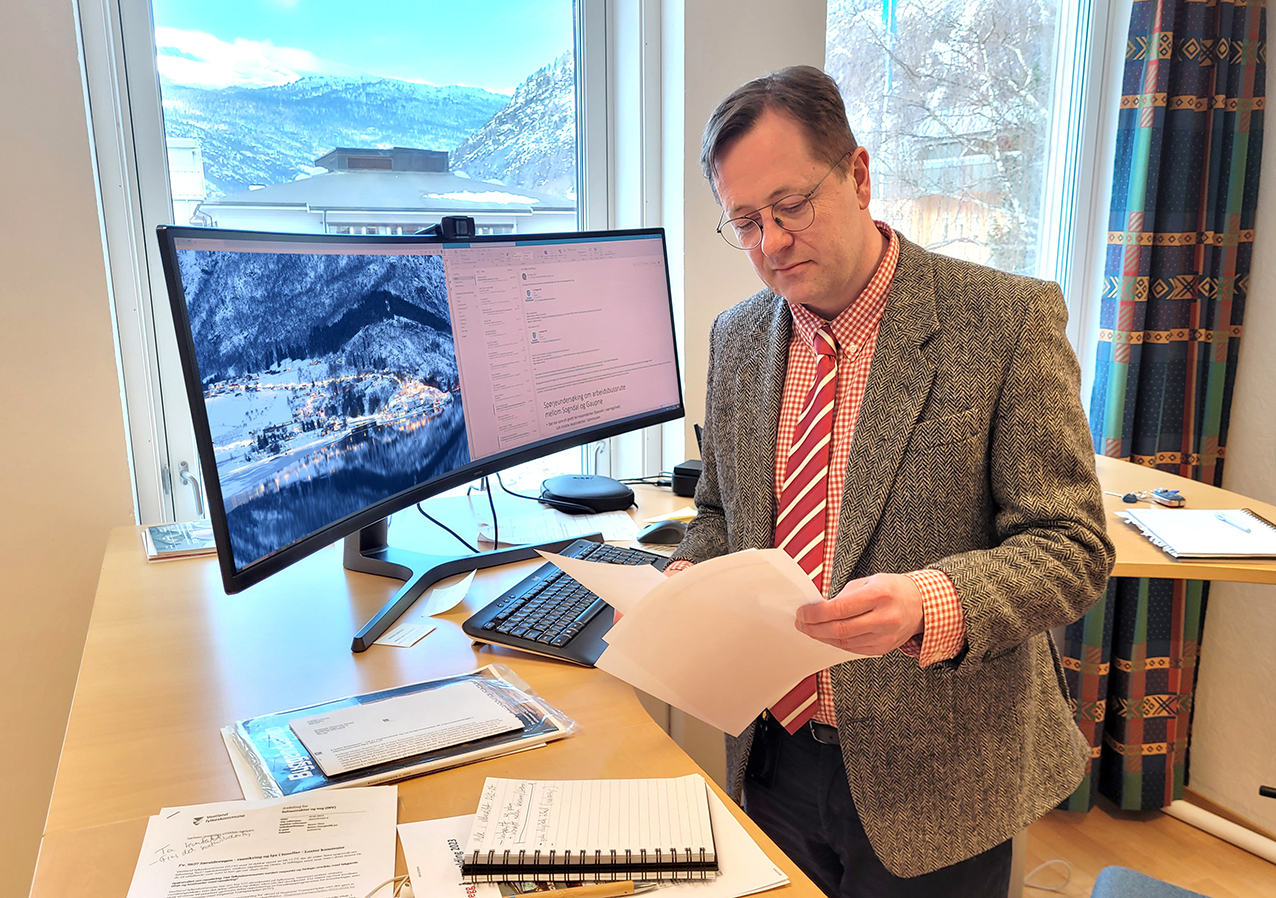
L'alcalde Andreas Wollnick Wiese, Luster (2024)

Lyster va ser establert com a municipi l'1 de gener de 1838. El municipi original era idèntica a la parròquia de Lyster amb les sub-parròquies (sokn) de Fortun, Dale, Nes, i Gaupne. L'1 de gener de 1963, els municipis veïns de Hafslo i Jostedal es van fusionar amb Lister, formant un municipi molt més gran. Després de la fusió, Luster tenia 5.854 habitants.
Des de la consolidació dels tres municipis de Hafslo, Jostedal i Luster el 1963, la zona s'ha caracteritzat per assentaments rurals dispersos i les grans distàncies entre aquests assentaments. Luster és el municipi més gran de Sogn og Fjordane.

### Nom

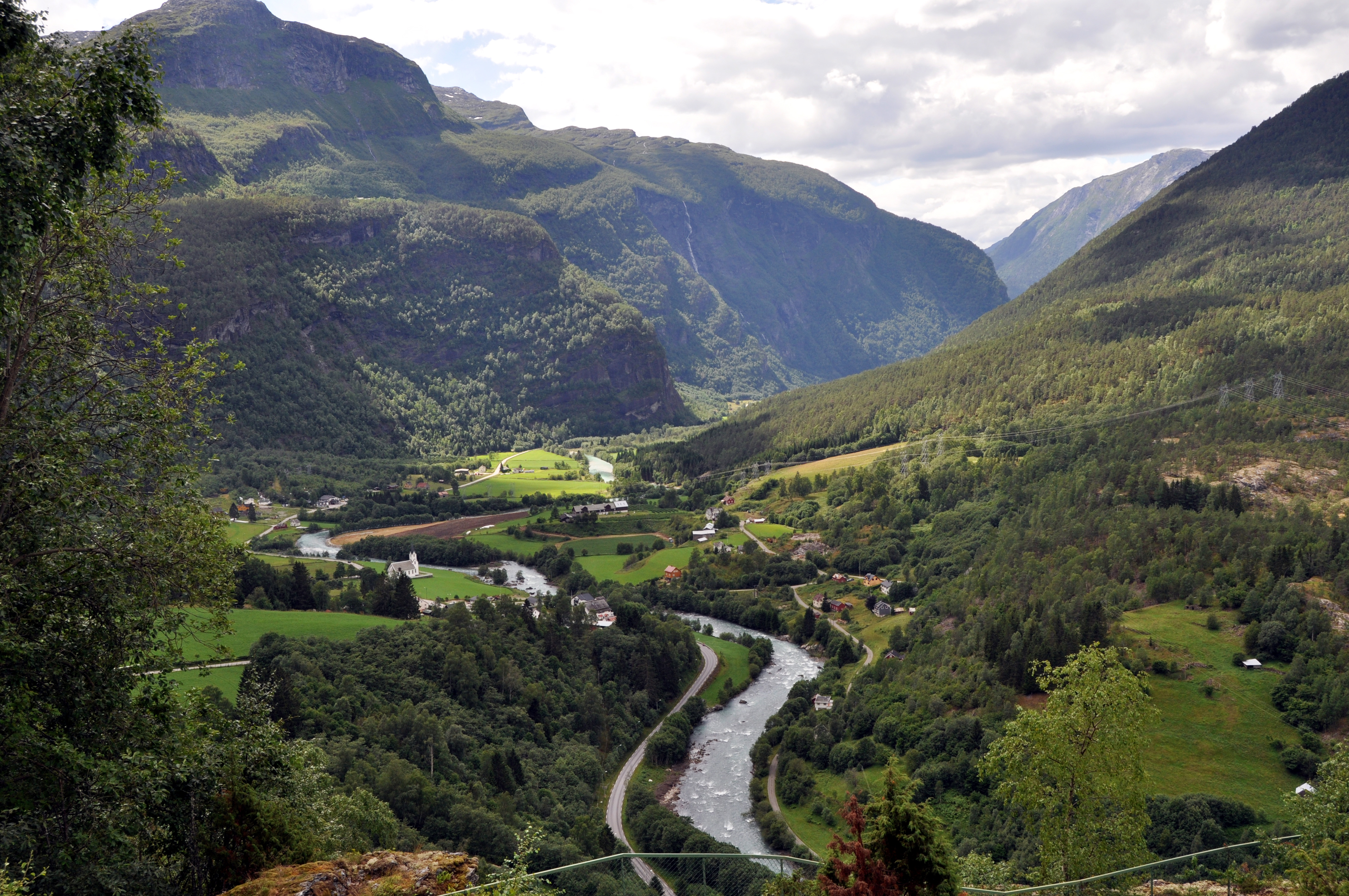
Vista de l'àrea de Fortun.

El nom original en nòrdic antic de Lustr pertanyia originalment al fiord homònim (ara Lustrafjorden). El nom deriva de la paraula ljóss que significa "llum" o "brillantor" - en referència al color brillant de l'aigua provinent de les glaceres -. Abans del 1918, el nom era escrit Lyster.

### Escut d'armes
L'escut d'armes és relativament nou; se'ls va concedir el 20 d'abril de 1990. Mostra una branqueta de til·ler arrodonida de color plata sobre un fons blau. Tot i que s'han dissenyat recentment, l'escut s'inspira en una antiga talla de fusta que es troba a l'església de fusta d'Urnes, ubicada a Luster.

## Geografia

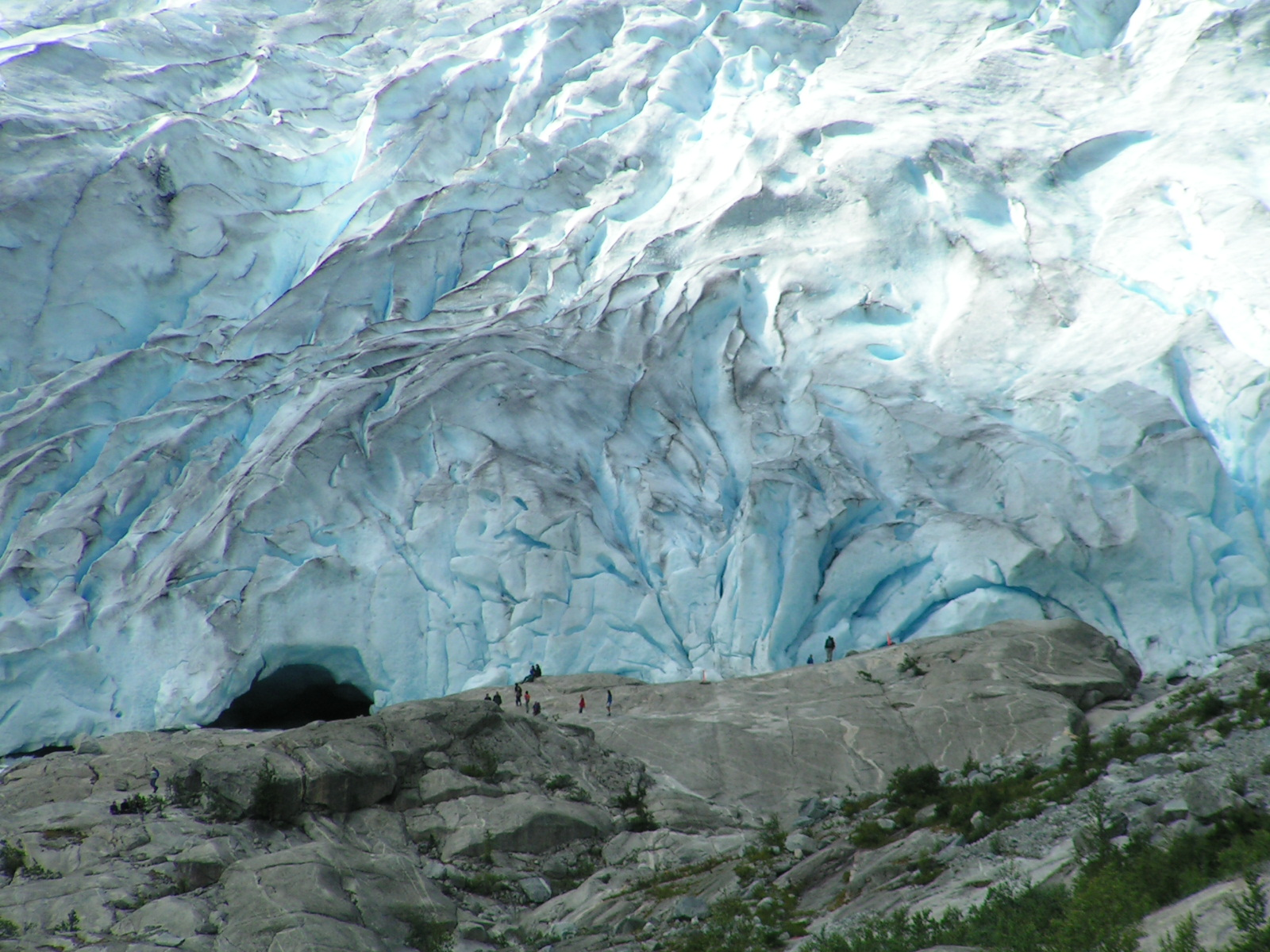
Vegi les persones que entren a la cova de gel a la glacera de Jostedalsbreen -això dona una perspectiva sobre la mida de la glacera en veure la mateixa cova en l'altra imatge-.

### Localització
Luster, un dels municipis més grans del sud de Noruega, està situat a les muntanyes glacials on el Sognefjord comença el seu camí cap al mar del Nord. El fiord és alimentat per nombroses glaceres de grans dimensions com Harbardsbreen, Holåbreen, Jostedalsbreen, Nigardsbreen, Spørteggbreen, entre d'altres.
Limita amb quatre municipis del comtat de Sogn og Fjordane: amb Stryn al nord, amb Jølster a l'oest, amb Sogndal al sud-oest, i amb Årdal al sud-est. També limita amb tres municipis del comtat d'Oppland: amb Skjåk al nord-est i amb Lom i Vang cap a l'est.

### Muntanyes

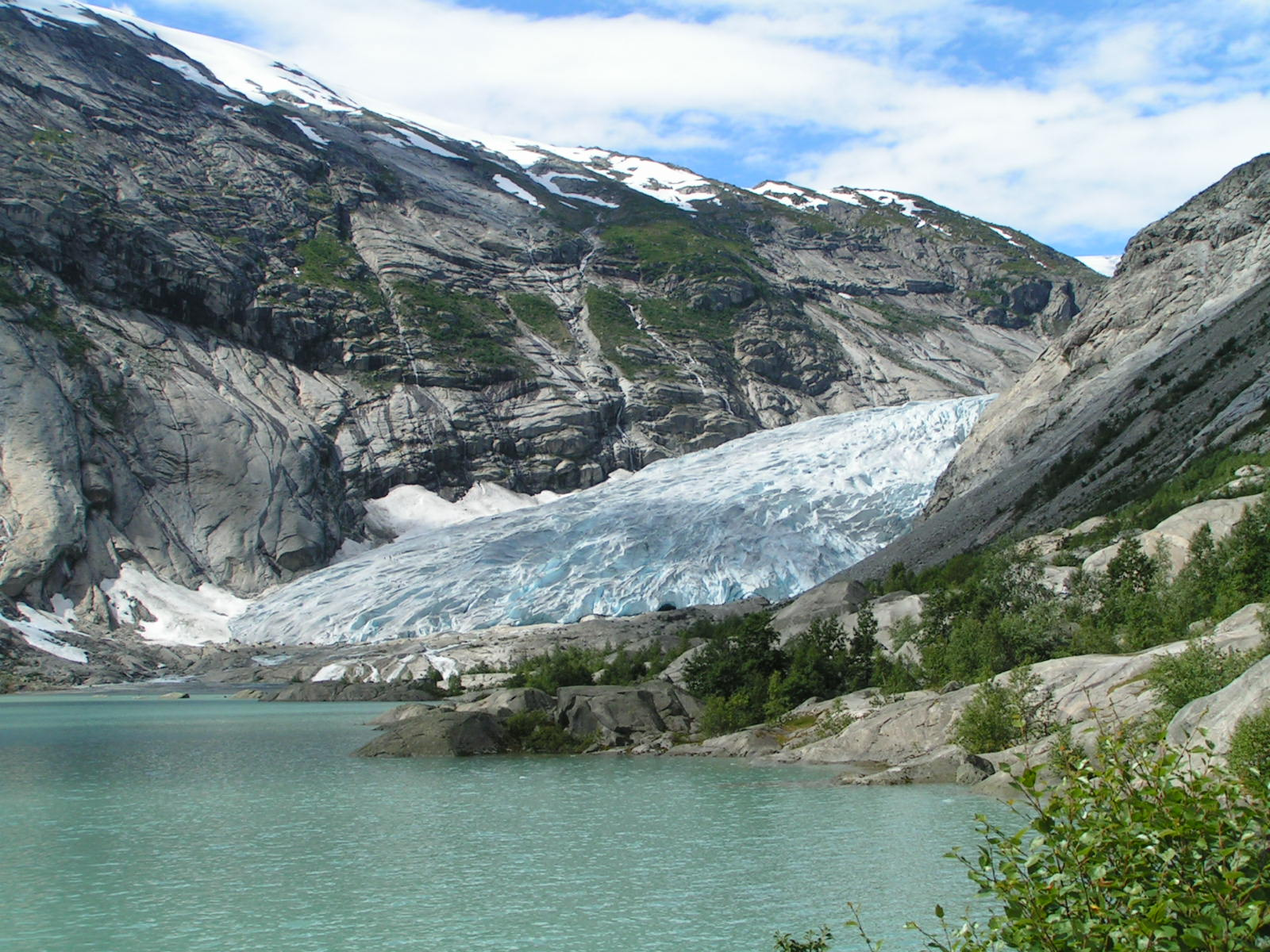
La glacera de Nigardsbreen (una branca de la glacera de Jostedalsbreen) i el llac Nigardsbrevatnet, a Luster.

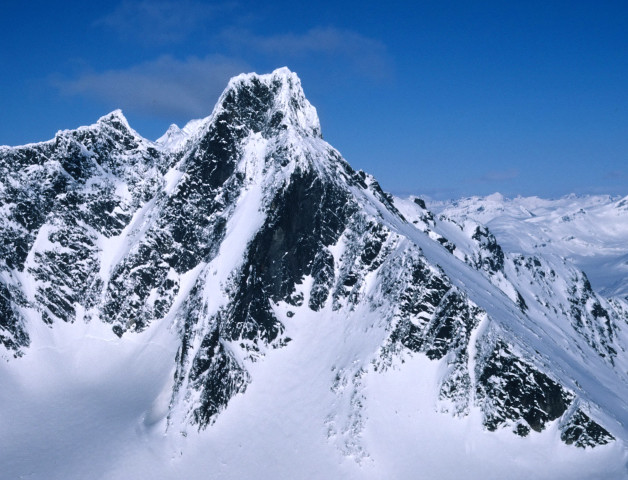
La Store Skagastølstind, que amb els seus 2.405 m és la tercera muntanya més alta de Noruega.

Les serralades d'Hurrungane, Breheimen i Jotunheimen cobreixen algunes parts del municipi. Store Skagastølstind (o Støren) és el tercer cim més alt de Noruega amb 2.405 metres d'alçada, i està situat a la frontera sud entre Luster i Årdal. És part de la serralada d'Hurrungane, que conté alguns dels cims més elevats de Noruega.

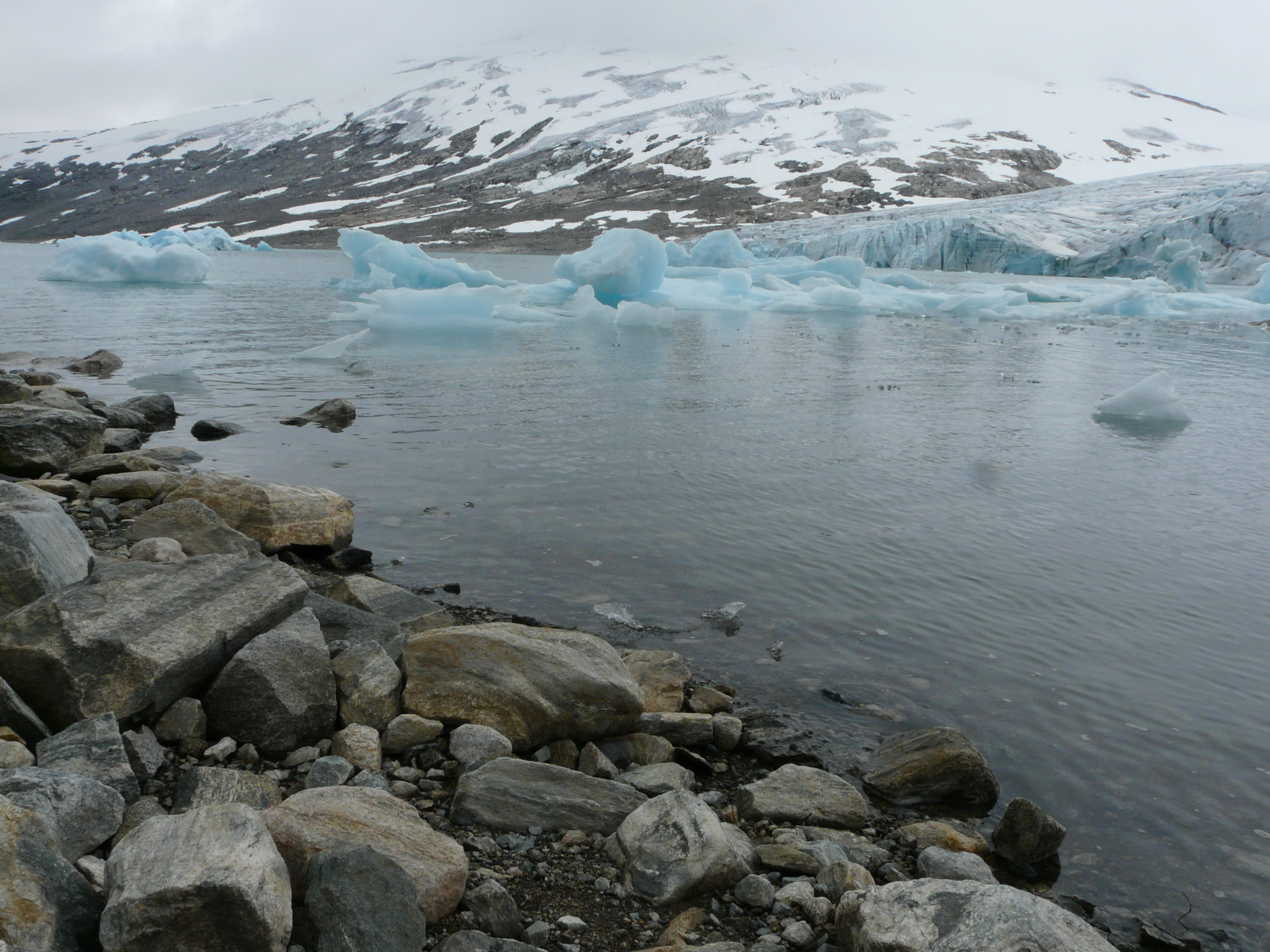
El llac Styggevatnet.

| Muntanya               | Alçada | Muntanya              | Alçada |
| ---------------------- | ------ | --------------------- | ------ |
| Store Skagastølstind   | 2405 m | Store Dyrhaugstind    | 2147 m |
| Store Styggedalstinden | 2387 m | Mjølkedalstind        | 2137 m |
| Jervvasstind           | 2351 m | Store Ringstind       | 2124 m |
| Sentraltind            | 2351 m | Tverrådalskyrkja      | 2088 m |
| Vetle Skagastølstind   | 2340 m | Lodalskåpa            | 2083 m |
| Midtre Skagastølstind  | 2284 m | Store Soleiebotntind  | 2083 m |
| Store Austanbotntind   | 2203 m | Søre Dyrhaugstind     | 2072 m |
| Store Raudalseggi      | 2168 m | Fannaråken            | 2068 m |
| Store Raudalstind      | 2157 m | Stetind i Jotunheimen | 2020 m |
| Uranostind             | 2157 m | Brenibba              | 2018 m |

### Llacs i rius
Els llacs més grans són Veitastrondsvatnet, Austdalsvatnet, Styggevatnet, Tunsbergdalvatnet, Prestesteinsvatnet, i Hafslovatnet. També hi ha grans cascades com la cascada de Feigumfoss de 218 metres d'alçada. El riu Jostedøla travessa la vall de Jostedal i desemboca al fiord a Gaupne.

### Glaceres
La glacera de Jostedalsbreen (incloent la branca anomenada Nigardsbreen) és la glacera més gran de l'Europa continental, el punt més alt de la qual és Høgste Breakulen. Es troba a l'oest de Jostedal i al nord de Gaupne, al Parc Nacional de Jostedalsbreen, gran part del qual situat al municipi de Luster. Altres glaceres són Austerdalsbreen, Harbardsbreen i Spørteggbreen.

## Economia

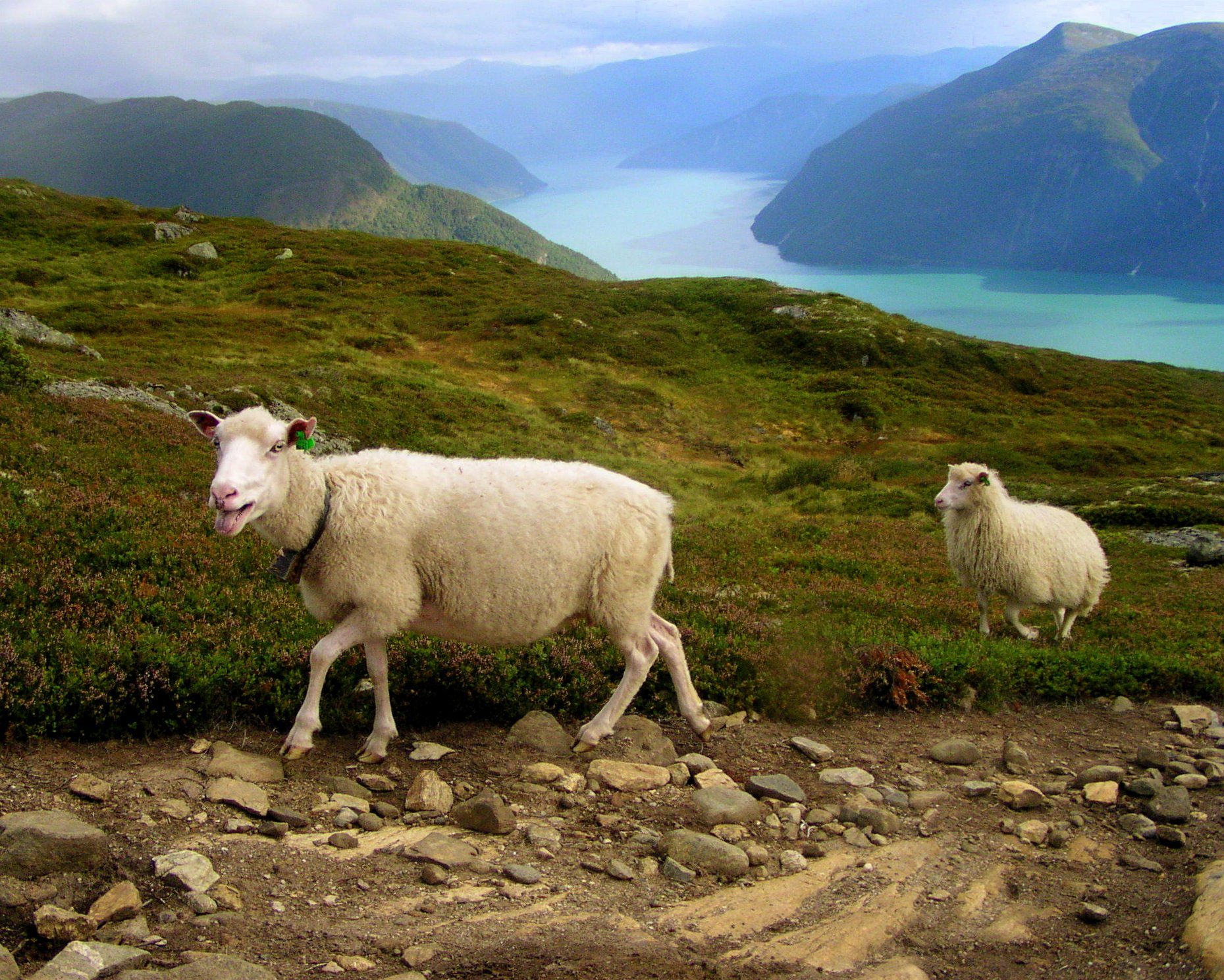
Una ovella noruega i un paisatge de Luster.

Els habitants de Luster viuen de l'agricultura, el cultiu de baies i fruita, el turisme i la hidroelectricitat. Jostedal i Fortun alberguen grans centrals hidroelèctriques. El turisme d'estiu és força intens. Les activitats turístiques inclouen l'escalada, l'esquí, la pesca, l'excursionisme i la caça. La carretera turística de Sognefjellsvegen passa a través de Luster.

## Atraccions

### Cascada de Feigumfoss
Amb una caiguda vertical de 218 m, la cascada Feigumfoss és una de les més altes d'Escandinàvia.

### Esglésies històriques

#### Església de fusta d'Urnes

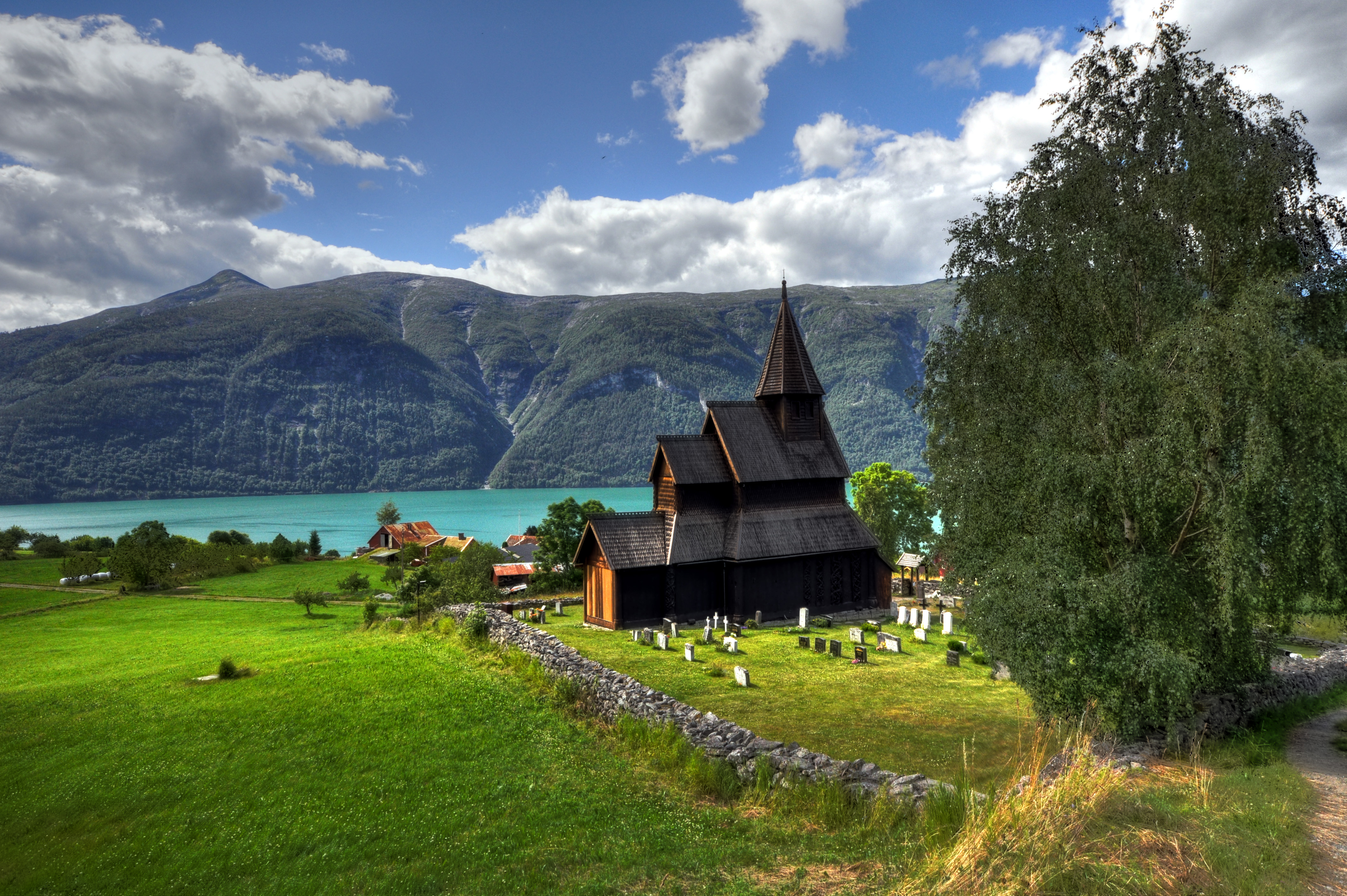
L'església de fusta d'Urnes, Patrimoni de la Humanitat per la UNESCO.

L'església de fusta d'Urnes es va construir al voltant de l'any 1150 i és la stavkirke més antiga de Noruega. L'església s'erigeix majestuosament a la part alta d'Urnes. És una de les quatre esglésies noruegues declarades Patrimoni de la Humanitat per la UNESCO, i tanmateix és un dels monuments culturals més preciosos del món.
Les esglésies de fusta són construccions d'alta qualitat, ricament decorades amb talles de fusta. Pràcticament tots els marcs de les portes estan decorats de dalt a baix amb talles. Aquesta tradició d'una ornamentació tan rica es remunta a les talles animals de l'era vikinga. Els dracs estan afectuosament realitzats i transformats en estirades criatures de fantasia, entrellaçats contínuament amb circells de vinya, amb tiges serpentejants i fulles dentades. Els elaborats dissenys estan realitzats amb una habilitat artística suprema. Les entrades de l'església de fusta es troben, per tant, entre les obres d'art més distintives que es poden trobar al país. No obstant això, és difícil relacionar-los amb l'evangeli cristià.

#### Antiga església de Gaupne

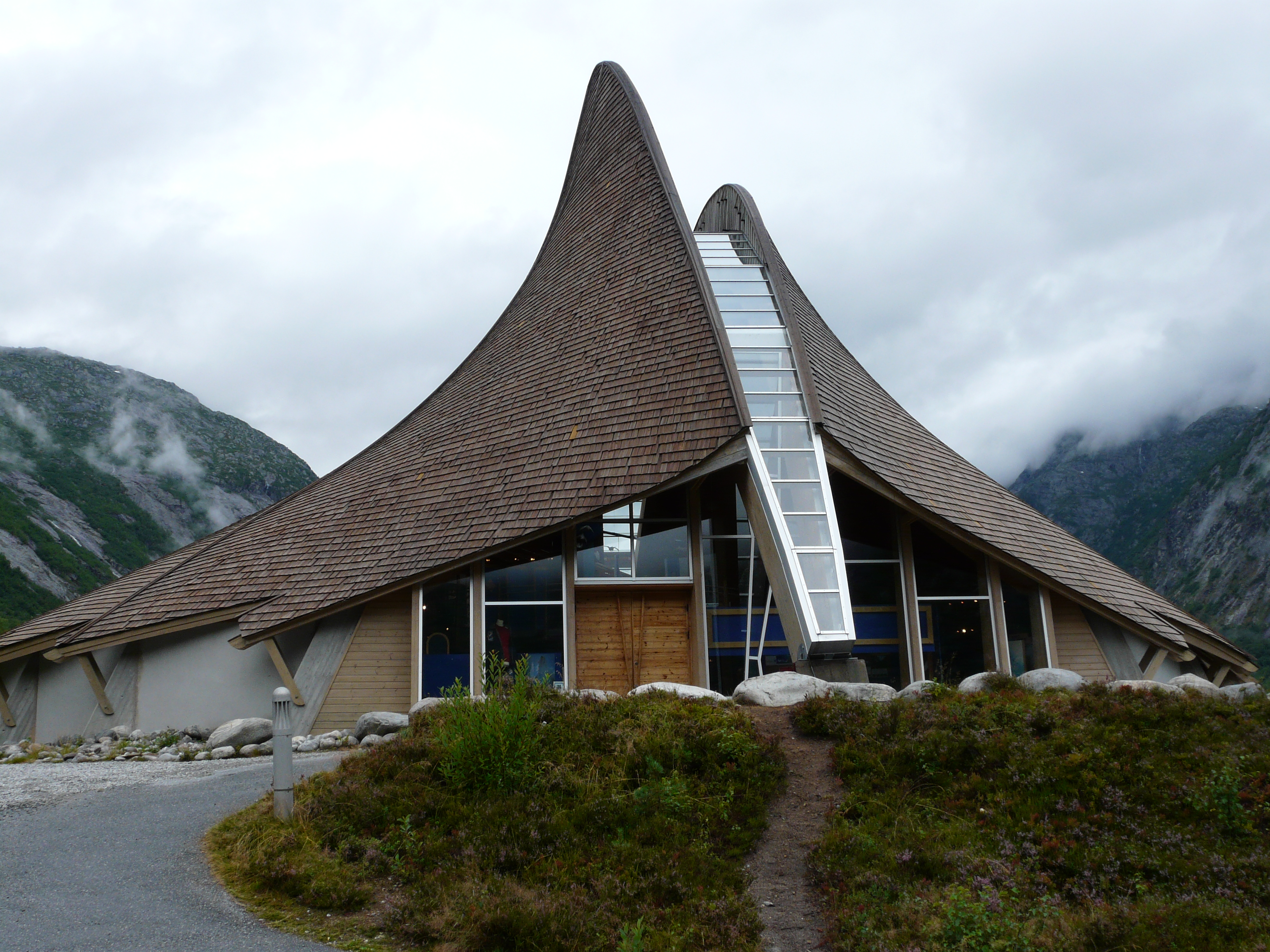
El Centre Breheim.

Aquesta magnífica església es va construir el 1647 en un turó justament oposat al centre de Gaupne.

#### Església de Dale
Aquesta és una església de pedra d'estil gòtic del 1250.

### Centre Breheim
El centre Breheim acull una extensa exposició. Un viatge a través de 20.000 anys: des de l'edat de gel fins al present, una exposició audiovisual porta als visitants dins de la glacera. El vaixell glacera M/S "Jostedalsrypa" creua el Llac Glacial Nigard. Hi ha guies internacionalment aprovades, cursos sobre glaceres i escalada, i viatges d'esquí.

## Ciutats agermanades
Luster manté una relació d'agermanament amb les següents localitats:
- Viroqua, Wisconsin, Estats Units